# بينوبسكوت

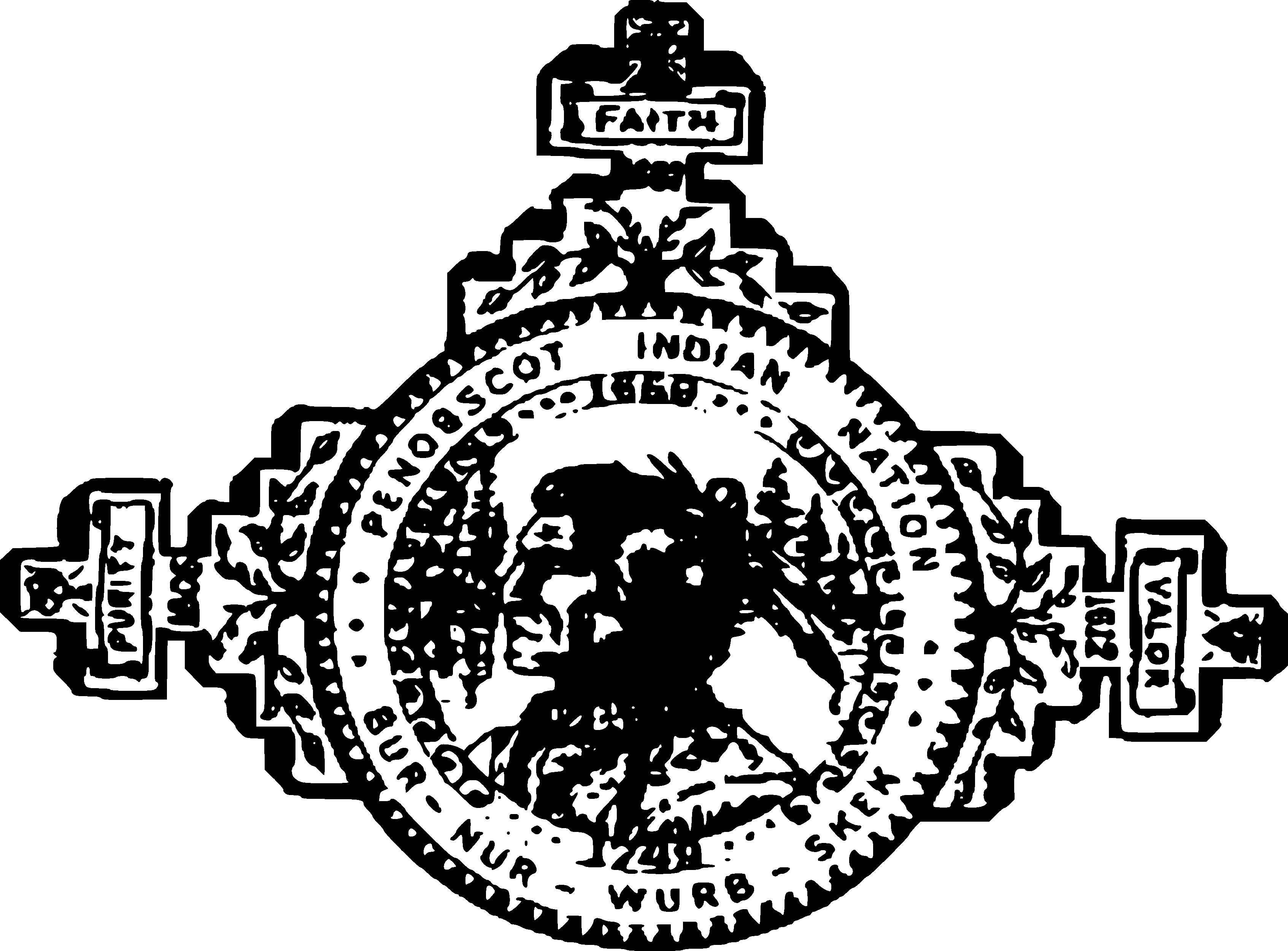
شعار قبيلة بينوبسكوت في مين

بينوبسكوت (باناواسكك) هم من السكان الأصليين في أمريكا الشمالية ويقيم أعضاؤها في الولايات المتحدة وكندا. وتم تنظيمها كقبيلة معترف بها فدراليا في ولاية ماين وكحكومة قبلية من الأمم الأولى في مقاطعات المحيط الأطلسي.
أمة بينوبسكوت، والمعروفة سابقا باسم قبيلة بينوبسكوت من مين، هي قبيلة معترف بها فدراليا في الولايات المتحدة. وهم جزء من كونفدرالية واباناكي، إلى جنب قبائل أبيناكي، باساماكودي، ماليسيت، ميغماك، وجميعها كانت تتحدث لغات الألغونكوين. مستوطنتهم الرئيسية هي الآن محمية بينوبسكوت الجزرية الهندية، وتقع داخل ولاية مين على طول نهر بينوبسكوت.
القبيلة بها الآن 2,778 فرد مسجل.

## اسم
أتت كلمة «بينوبسكوت» تنشأ من تحريف الاسم الذي أطلقوه أنفسهم: بيناوابسكوي. تعني الكلمة «الجزء الصخري» أو «الحواف النازلة»، وتشير في الأصل إلى أراضيهم الواقعة على جزء من نهر بينوبسكوت بين مدينتي أولد تاون وبانجور الحاليتين.